# Енслі (Флорида)
Енслі (англ. Ensley) — переписна місцевість (CDP) в США, в окрузі Ескамбія штату Флорида. Населення — 23 817 осіб (2020).

## Географія
Енслі розташоване за координатами 30°31′33″ пн. ш. 87°16′20″ зх. д. / 30.52583° пн. ш. 87.27222° зх. д. (30.525954, -87.272268).  За даними Бюро перепису населення США в 2010 році переписна місцевість мала площу 31,71 км², з яких 31,53 км² — суходіл та 0,18 км² — водойми.

### Клімат
| Клімат : Енслі          | Клімат : Енслі | Клімат : Енслі | Клімат : Енслі | Клімат : Енслі | Клімат : Енслі | Клімат : Енслі | Клімат : Енслі | Клімат : Енслі | Клімат : Енслі | Клімат : Енслі | Клімат : Енслі | Клімат : Енслі | Клімат : Енслі |
| Показник                | Січ.           | Лют.           | Бер.           | Квіт.          | Трав.          | Черв.          | Лип.           | Серп.          | Вер.           | Жовт.          | Лист.          | Груд.          | Рік            |
| Абсолютний максимум, °C | 27,2           | 27,8           | 30,0           | 35,6           | 38,9           | 39,4           | 41,1           | 40,0           | 36,7           | 35,0           | 30,6           | 27,2           | 41,1           |
| Середній максимум, °C   | 16,2           | 18,0           | 21,2           | 24,6           | 28,6           | 31,7           | 32,6           | 32,3           | 30,6           | 26,3           | 21,3           | 17,4           | 25,1           |
| Середній мінімум, °C    | 6,0            | 7,4            | 10,9           | 14,2           | 18,8           | 22,3           | 23,6           | 23,4           | 21,3           | 15,3           | 10,6           | 7,1            | 15,1           |
| Абсолютний мінімум, °C  | −15            | −10,6          | −5,6           | 0,6            | 7,2            | 13,3           | 16,1           | 16,7           | 6,1            | 0,0            | −5,6           | −11,7          | −15            |
| Норма опадів, мм        | 136            | 119            | 163            | 99             | 112            | 162            | 204            | 174            | 146            | 105            | 113            | 101            | 1633           |
| Днів з опадами          | 9,5            | 8,4            | 8,7            | 6,5            | 7,5            | 10,2           | 13,4           | 11,9           | 9,5            | 4,8            | 7,8            | 8,9            | 107,1          |
| ----------------------- | -------------- | -------------- | -------------- | -------------- | -------------- | -------------- | -------------- | -------------- | -------------- | -------------- | -------------- | -------------- | -------------- |
| Джерело: NOAA           |                |                |                |                |                |                |                |                |                |                |                |                |                |

## Демографія
Згідно з переписом 2010 року, у переписній місцевості мешкали 20 602 особи в 8454 домогосподарствах у складі 5382 родин. Густота населення становила 650 осіб/км².  Було 9677 помешкань (305/км²).
Расовий склад населення:
| - 62,1 % — білих - 29,8 % — чорних або афроамериканців - 2,2 % — азіатів - 1,1 % — корінних американців - 1,7 % — осіб інших рас |

До двох чи більше рас належало 3,1 %. Частка іспаномовних становила 4,9 % від усіх жителів.
За віковим діапазоном населення розподілялося таким чином: 23,0 % — особи молодші 18 років, 62,7 % — особи у віці 18—64 років, 14,3 % — особи у віці 65 років та старші. Медіана віку мешканця становила 37,1 року. На 100 осіб жіночої статі у переписній місцевості припадало 92,0 чоловіків;  на 100 жінок у віці від 18 років та старших — 87,8 чоловіків також старших 18 років.
Середній дохід на одне домашнє господарство  становив 50 678 доларів США (медіана — 41 724), а середній дохід на одну сім'ю — 59 769 доларів (медіана — 49 908). Медіана доходів становила 36 540 доларів для чоловіків та 31 003 долари для жінок. За межею бідності перебувало 17,0 % осіб, у тому числі 26,3 % дітей у віці до 18 років та 3,9 % осіб у віці 65 років та старших.
Цивільне працевлаштоване населення становило 9811 осіб. Основні галузі зайнятості: роздрібна торгівля — 18,5 %, освіта, охорона здоров'я та соціальна допомога — 16,9 %, науковці, спеціалісти, менеджери — 13,3 %, мистецтво, розваги та відпочинок — 13,0 %.